# Amigos del Gran Reich Alemán

Insignia Usada por la asociación.

Los Amigos del Gran Reich Alemán (en francés: Les Amis du Grand Reich allemand; AGRA) fue un movimiento valón de tendencia colaboracionista con los ocupantes nazis durante la Segunda Guerra Mundial en Bélgica. Creado el 13 de marzo de 1941, desapareció tras la liberación.

## Fundación
El movimiento fue creado en Lieja por disidentes rexistas y socialistas con el apoyo financiero de las SS vía la Sicherheitsdienst local el día 13 de marzo de 1941. Inicialmente miembros del rexismo, Fons de Boungne y Corneil Dombret iban a fundar el AGRA y dejar a Degrelle gestionando la crisis que atravesaba su movimiento durante el mes de marzo de 1941. En realidad fue fundado por la Sipo-SD de Lieja, la que estaba en el origen de esta disidencia y, más precisamente, el ayudante Rauls y su adjunto Karl Nossent.

### Los objetivos

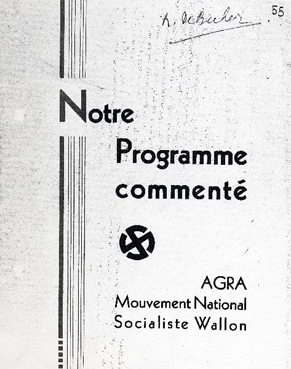
Propaganda de colaboración (1940-1945)

Para los nazis, los Amigos del Grande Reich Alemán tenían varios objetivos estratégicos. En primer lugar, se trataba de desarrollar una nueva red de informantes locales y de poner la presión sobre el movimiento rexista con el fin de que éste se radicaliza nuevamente. Finalmente a mediano plazo, la AGRA tenía la pretensión de preparar la integración de Valonia al Reich.
Para sus miembros sin embargo, el movimiento tenía como objetivo imponerse como la única formación del nuevo orden en Valonia. Esto significa que claramente tenía la intención de competir con el rexismo, esto lo hacía ya por su creciente número de afiliados. Sin embargo, a la Militärverwaltung no le interesaba esto y aunque reconocía la legitimidad de los AGRA, se opuso al destronamiento del rexismo por parte de su red disidente.

## Fondo ideológico
AGRA se basaba en cuatro principios fundamentales que satisfacían tanto a los ocupantes alemanes como a la base obrera del movimiento. En primer lugar, Bélgica eera vista como un error histórico porque obligaba a la nación flamenca y valona a convivir. Entonces la ciudadanía estaba ligada a la sangre. Esto muestra la preponderancia del criterio racial. En segundo lugar, promovía el derecho al trabajo y la puesta del capital al servicio de la comunidad, abogando también por el dominio del capitalismo. Para lograr sus objetivos, AGRA tiene la intención de establecer un estado autoritario, represivo y racista.

## Estructura
Los Amigos del Gran Reich Alemán estaban estructurados según un modelo piramidal, es decir, operaba de manera muy jerárquica con un conjunto de grupos locales bajo la dirección de un líder asistido por el Consejo de Administración encargado de nombrar un nuevo líder en caso de que éste falleciera. El movimiento también incluía varios departamentos como el de relaciones exteriores responsable de mantener el contacto con los servicios alemanes, el departamento de inteligencia política responsable de colaborar con la policía alemana, el servicio de protección y un movimiento juvenil encargado de reclutar a los más jóvenes.

## En la prensa francófona
Desde octubre de 1942, el movimiento se expresaba en el semanario Notre Combat fundado con el beneplácito de la Propagandaabteilung , el servicio responsable de la propaganda alemana. A través de este organismo, los Amigos del Gran Reich adulaban al mundo de la clase trabajadora y enzalzaban a la gente rural y de clase media. Habiendo tenido sólo un éxito moderado, los ocupantes alemanes mantuvieron vivo el periódico, pero este cerró el 3 de septiembre de 1944 tras la liberación.
También contaba con el apoyo del Journal de Charleroi y el Gazette de Charleroi, dos órganos de prensa infiltrados por partidarios del movimiento nacionalsocialista. Estos transmitían las llamadas al compromiso del lado del ocupante, en particular para la organización Todt y las SS.

## La caída
Como ya se mencionó, AGRA compitió con el movimiento rexista reuniendo alrededor de 2.500 miembros de los cuales más o menos el 80% eran de la clase trabajadora. Sin embargo, en 1943, solo tenía 1.500 miembros; la caída fue vertiginosa, AGRA contaba sólo con 21 miembros en el momento de la liberación.
Esta clara decepción se debió tanto a reveses internos como al despertar del rexismo. De hecho, los líderes del movimiento serían acusados, rara vez erróneamente, de utilizar a los Amigos del Gran Reich para asegurar su enriquecimiento personal, en particular gracias al mercado negro. El rexismo volverá a tomar la iniciativa, en particular gracias al apoyo de Adolf Hitler a Degrelle y su lucha.